# Enrique Ballestrero
Enrique „Pulpo“ Ballestrero, auch als Enrique Ballesteros und mit dem Spitznamen „Quique“ geführt, (* 18. Januar 1905 in Colonia; † 11. Oktober 1969 in Montevideo) war ein uruguayischer Fußballtorwart. 

## Karriere

### Verein
Der 183 Zentimeter große und 83 Kilogramm schwere Torwart wohnte und arbeitete im Barrio Cerro als Traktorfahrer in der dortigen Gefrierfleischfabrik (Frigorífico) Swift. Er spielte zunächst für die Teams Solferino, Dublin (1921) und Misiones (1922). Ab 1924 bis 1934 stand er dann elf Spielrunden in Reihen der Rampla Juniors. In seiner Zeit bei den Rojiverdes bildete er ab 1928 zusammen mit Aguirre und Pedro Arispe eine der herausragendsten Abwehrformationen in der Geschichte des uruguayischen Fußballs. 1927 wurde er bereits mit seinen Mitspielern Uruguayischer Meister, in den Jahren 1928 und 1932 feierte sein Verein jeweils die Vize-Landesmeisterschaft. 1929 ging er mit den Rampla Juniors zudem auf große Europa-Tournee, bei der sein Klub bedeutende Siege gegen Ajax Amsterdam oder Olympique Marseille feierte. Von 1935 bis 1937 war er für Peñarol Montevideo aktiv. Mit den Aurinegros gewann er in den Jahren 1935 bis 1937 drei weitere nationale Meistertitel und wirkte in allen drei Spielzeiten als Stammtorhüter der Schwarzgelben. In der gesamten Vereinszugehörigkeit zu Peñarol blieb er in den Clásicos genannten Partien gegen den Erzrivalen Nacional ohne Niederlage. Auch für die Aurinegros stand er 1936 nochmals während eines Nachtturniers in Argentinien mit seinen beiden bedeutenden Mitstreitern Aguirre und Arispe – zum letzten Mal in der Karriere – auf dem Feld, obwohl jene beiden eigentlich den Rampla Juniors zugehörig waren. Zu dieser Wiedervereinigung kam es infolge einer Ausleihe zwischen den beiden Klubs für eben jene Begegnung. Seine Karriere beendete Ballestrero schließlich im Jahre 1939.

### Nationalmannschaft
Ballestrero war Mitglied der Uruguayischen Fußballnationalmannschaft. Insgesamt absolvierte er im Zeitraum vom 25. Mai 1930 bis 23. Januar 1937 19 Länderspiele für Uruguay. Bei der Fußball-Weltmeisterschaft 1930 gehörte er dem titelgewinnenden Kader ebenso an wie beim Campeonato Sudamericano 1935, das die Celeste als Südamerikameister beendete. Zwei Jahre später nahm er mit seinem Heimatland auch am Campeonato Sudamericano 1937 teil.

### Erfolge
- Weltmeister: 1930
- Südamerikameister: 1935
- 4× Uruguayischer Meister: 1927, 1935, 1936, 1937